# Haims Rubinšteins
Haims Rubinšteins (* 2. Novemberjul. / 15. November 1921greg. in Panevėžys; † unbekannt) war ein lettisch-litauischer Fußballspieler.

## Karriere und Leben
Haims Rubinšteins wurde im Jahr 1921 im litauischen Panevėžys in die Familie des Metzgers Elias Rubinšteins (1895–?) und seiner Frau Hana (geb. Kaceržinska 1895–?) geboren. Er hatte zwei Brüder Izrael (1919–?) und Joselis (1932–?), sowie eine Schwester Sara (1930–?).
Rubinšteins spielte in seiner Fußballkarriere auf der Position des Stürmers. Er spielte mindestens ab 1937 für die Jugendmannschaften von Hakoah Riga und absolvierte in der Saison 1939/40 elf Ligaspiele in der Virslīga, der höchsten lettischen Spielklasse bei dem ihn ein Tor gelang.
Rubinšteins Schicksal im Zweiten Weltkrieg ist unbekannt.

## Weblink
- Lebenslauf bei kazhe.lv (lettisch)

| Personendaten    | Personendaten                        |
| ---------------- | ------------------------------------ |
| NAME             | Rubinšteins, Haims                   |
| ALTERNATIVNAMEN  | Rubinsteins, Haims                   |
| KURZBESCHREIBUNG | lettischer Fußballspieler            |
| GEBURTSDATUM     | 15. November 1921                    |
| GEBURTSORT       | Panevėžys, Litauen                   |
| STERBEDATUM      | 20. Jahrhundert oder 21. Jahrhundert |